# Hamilton (motorfiets)
Hamilton is een Brits historisch merk van motorfietsen en inbouwmotoren.
De bedrijfsnaam was: Hamilton Motor Company Ltd., Priory Works, Coventry.
De Hamilton Motor Company was een van de weinige Britse bedrijven die al vroeg in de 20e eeuw (vanaf 1901) motorfietsen maar ook inbouwmotoren leverden. In de meeste gevallen gebruikten ook Britse motorfietsmerken inbouwmotoren die van het Europese vasteland kwamen omdat daar een technische voorsprong bestond. Hamilton leverde eencilinder 2¼- en 3¼-pk-motoren en 4- en 4½ pk V-twins. De productie eindigde in 1907.